# Triparmaceae
Famille
La famille des Triparmaceae est une famille d’algues de l'embranchement des Ochrophytes et de l’ordre des Parmales.

## Étymologie
Le nom vient du genre type Triparma, du latin tri-, trois, et -parma, « petit bouclier », en référence à la paroi cellulaire de cet organisme qui se compose de « 8 plaques : 3 petites plaques rondes dites "plaques boucliers", une grande plaque ronde (plaque ventrale), une plaque triradiée et 3 "plaques ceinture" oblongues ».

## Liste des genres
Selon AlgaeBase (22 janvier 2022) :
- Bolidomonas L.Guillou & M.-J.Chrétiennot-Dinet, 1999
- Tetraparma B.C.Booth, 1987
- Triparma B.C.Booth & H.J.Marchant, 1987

Selon Catalogue of Life (3 février 2019) et World Register of Marine Species (3 février 2019) :
- Tetraparma B.C.Booth, 1987
- Triparma B.C.Booth & H.J.Marchant, 1987